# Dismorphia zaela
Dismorphia zaela is een vlindersoort uit de familie van de Pieridae (witjes), onderfamilie Dismorphiinae.
Dismorphia zaela werd in 1858 beschreven door Hewitson.